# Manuel Legris
Pour les articles homonymes, voir Legris.
Manuel Legris, né le 19 octobre 1964 dans le 11e arrondissement de Paris, est un danseur et directeur de ballet français.
Il est étoile du ballet de l'Opéra de Paris. Son mentor est Rudolf Noureev, ses compagnes de danse sont Élisabeth Maurin, Monique Loudières, Élisabeth Platel et notamment Aurélie Dupont,.
Manuel Legris est réputé pour être le partenaire idéal pour l'adage, généralement interprété par deux danseurs.
Le 1er septembre 2010, Manuel Legris prend ses fonctions en tant que directeur du ballet de l'Opéra de Vienne. Puis, le 18 février 2020, il est nommé directeur du ballet de La Scala de Milan.

## Les débuts
Manuel Legris grandit dans la banlieue de Paris, à Chevilly-Larue près d'Orly, avec deux frères et une sœur.
Bien que sa famille n'ait aucun rapport avec la danse, il commence la danse très tôt, à l'âge de quatre ans et demi, lorsque ses parents l'inscrivent à un cours municipal.
Ses parents sont très enthousiastes.
Quand son premier professeur partit en 1976, le nouveau professeur de Manuel Legris lui dit que pour faire une carrière de danseur, il est absolument indispensable d'intégrer l'École de Danse.

## École de danse
Ainsi, Manuel Legris entre à l'École de danse de l'Opéra national de Paris à onze ans.
La sélection est très sensible. Manuel Legris est choisi comme l'un de 30 à 40 élèves parmi 400 filles et 150 garçons.
Claude Bessy, la directrice de l'école de danse, le trouve normal, c'est-à-dire pas trop rond, ainsi admissible selon les critères du premier examen d'entrée de la physionomie des candidats,.
Dans l'école de danse, on est jugé en permanence. Manuel Legris passe les concours annuels de chaque division qui se déroulent à la fin de l'année scolaire en mai.
Un professeur de l'École de danse, Lucien Duthoit, se risque à prédire que ce jeune élève deviendra un jour danseur étoile.

## Ballet de l'Opéra de Paris
Manuel Legris intègre le corps de ballet de l'Opéra de Paris en 1980.
En 1981, il devient coryphée et sujet en 1982.
À l'âge de dix-sept ans, Manuel Legris rencontre Rudolf Noureev, directeur du ballet de l'Opéra de Paris à partir de 1983, qu'il trouve très généreux, avec une aura incroyable. Il y a une relation très forte entre les deux.

## Danseur étoile
En mars 1986, à l'occasion de la création mondiale d'Arepo (anagramme d'Opéra), son chorégraphe Maurice Béjart le nomme étoile en même temps qu'Éric Vu-An, mais Noureev refuse cette double nomination et les deux danseurs restent sujets.
Manuel Legris sera nommé étoile par Rudolf Noureev le 11 juillet 1986, à l'issue d'une représentation de Raymonda de Rudolf Noureev sur la scène du Metropolitan Opera, dans le rôle de Jean de Brienne.
Cette nomination a lieu à New York, au contraire de l'habitude qui veut que les étoiles soient célébrées sur les scènes de Paris.
Fait exceptionnel dans le milieu de la danse de l'Opéra de Paris aussi, Manuel Legris est nommé danseur étoile sans passer par le stade de premier danseur. C'est le deuxième danseur étoile que Noureev nomme ainsi après Laurent Hilaire. Rudolf Noureev avait également nommé Sylvie Guillem sans qu'elle ne passe réellement première danseuse, même si elle avait été promue au concours interne.

## Style
Dès lors, les prises de rôles se succèdent, permettant à la nouvelle étoile de prendre possession du « grand répertoire », dévoilant ainsi ses multiples facettes et l'étendue de ses dons.
C'est ainsi que de William Forsythe à John Neumeier, de Jiří Kylián à Jerome Robbins, les chorégraphes les plus renommés ne cessent de le solliciter.
Manuel Legris participe à la plupart des entrées au répertoire ou des créations de l'Opéra de Paris.
Outre ses qualités intrinsèques, technique sans faille, richesse expressive, Manuel Legris s'impose comme un partenaire d'exception, un danseur complet passant avec facilité du répertoire classique au contemporain.
Il est notamment renommé pour l'adage, qui est généralement interprété par deux danseurs, ce qui permet l'introduction de portés ; il doit réaliser une combinaison harmonieuse entre les deux partenaires.
Manuel Legris est le partenaire préféré d'Aurélie Dupont.
Dans le documentaire Aurélie Dupont, l'espace d'un instant de Cédric Klapisch, Aurélie Dupont décrit Manuel Legris comme son « compagnon de route. » Elle exprime ses regrets et que, de la sorte, les adieux de Manuel Legris le 15 mai 2009 soient également les adieux d'elle-même.

## Sur scène
Dans le même temps, la réputation du danseur étoile franchit les frontières.
Manuel Legris est invité par les plus prestigieuses compagnies, telles que le London Royal Ballet, le New York City Ballet, le Ballet nacional de Cuba, le Tokyo Ballet, les ballets de Monte-Carlo, de Stuttgart et de Hambourg, où John Neumeier crée spécialement pour lui Spring and Fall et A Cinderella Story.
Manuel Legris apparaît sur toutes les grandes scènes du monde, de La Scala de Milan au Metropolitan Opera de New York, de l’Opéra d'État de Vienne au Théâtre Bolchoï de Moscou où, plus récemment, il se produit à plusieurs reprises au théâtre Mariinsky de Saint-Pétersbourg.
Manuel s’impose comme un partenaire recherché et, outre les étoiles de l’Opéra de Paris, il se produit avec les plus grandes danseuses du monde, parmi lesquelles Evelyn Hart, Dominique Khalfouni, Alessandra Ferri, Lorna Feijoo et Diana Vichneva.
En janvier 2000, lors d’une tournée à Tokyo, Kishin Shinoyama publie « Manuel Legris à l’Opéra de Paris », un ouvrage qui lui est entièrement consacré.
Manuel Legris ajoute en 2003 deux créations majeures à son répertoire : Variations sur Carmen de Roland Petit et Phrases de Quatuor de Maurice Béjart. Cette même année, Maurice Béjart remonte Le Chant du compagnon errant pour lui et Laurent Hilaire et leur en donne l’exclusivité de représentation.
Jiří Kylián crée à l’Opéra de Paris en février 2004 le duo « Il faut qu’une porte... », que Manuel Legris danse avec Aurélie Dupont.
Pendant l’été, il fait une tournée triomphale au Japon avec son groupe, auquel il adjoint Monique Loudières et Laurent Hilaire.
Enfin, en décembre 2004, Manuel Legris participe à la création de Trisha Brown « O złożony / O composite », aux côtés d’Aurélie Dupont et Nicolas Le Riche.
Le Ballet de Stuttgart lui offre en décembre 2005 le rôle-titre dans Oneguin.., qu’il danse avec Maria Eichwald et la compagnie lors d’une tournée au Japon et, en janvier 2006, à Stuttgart.
Le 19 novembre 2007, il a été le partenaire de Dorothée Gilbert, sa « petite fille » de l'École de danse, lors de la représentation sans costumes ni décors (pour cause de grèves du personnel) de Casse-Noisette à l'Opéra de Paris, représentation à l'issue de laquelle cette dernière a été nommée étoile.

## Manuel Legris et ses étoiles au Japon
Par ailleurs, Manuel Legris parcourt le monde avec sa compagnie : « Manuel Legris et ses Étoiles ».
La troupe de danseurs est invitée à faire chaque année une tournée au Japon.
Ce concept est né en 1996 de la volonté commune de Manuel Legris et Monique Loudières, qui ont souhaité permettre à de jeunes danseurs d'aborder les rôles de solistes encore inaccessibles pour eux à l’Opéra, leur permettre de travailler avec les plus grands chorégraphes ou de se confronter à la jeune création.
Les danseurs Eleonora Abbagnato, Stéphane Bullion, Mathilde Froustey, Mathieu Ganio, Dorothée Gilbert, Mathias Heymann, Hervé Moreau font partie de ce groupe.
C'est ainsi que Manuel Legris propulse l'ascension rapide des futurs étoiles Mathias Heymann et Mathieu Ganio.
Mathias Heymann considère Manuel Legris comme son mentor,. De même, les autres membres du groupe sont nommés  étoiles quelque temps après s'être joint au groupe.

## Ses adieux sur scène

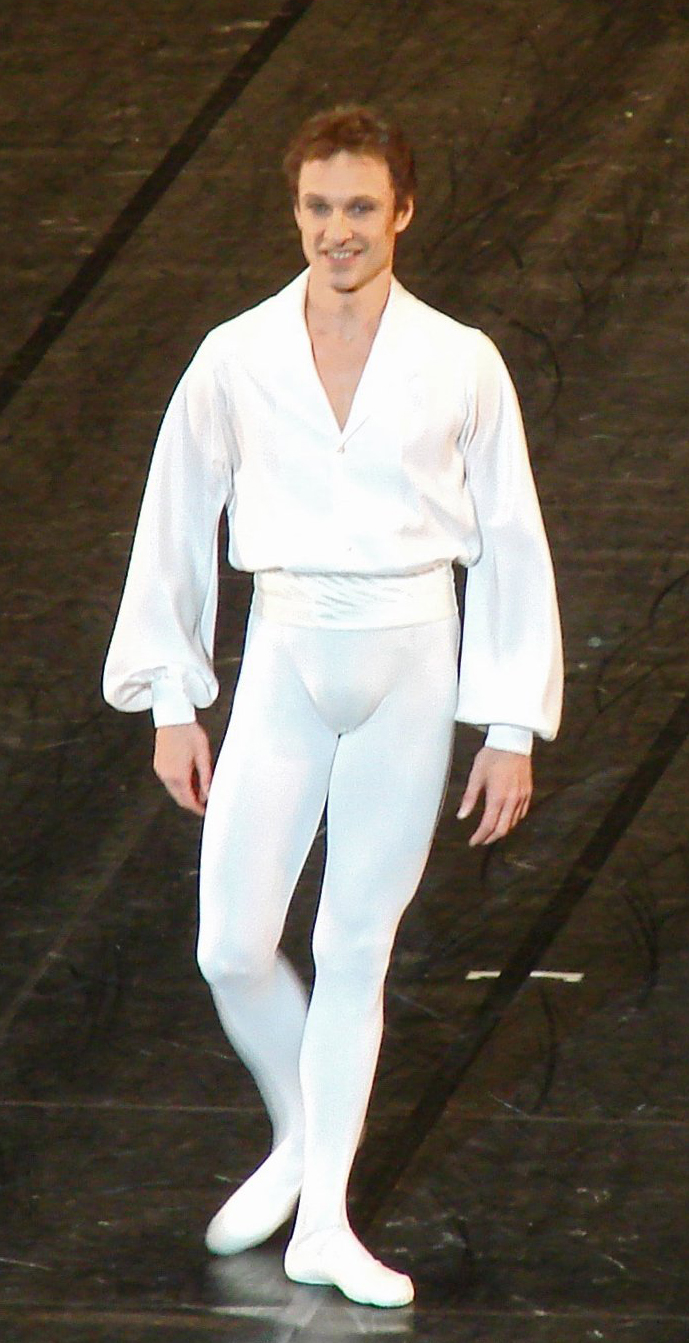
Soirée de ses adieux.

Manuel Legris fait ses adieux le 15 mai 2009.
À cette occasion, il interprète sur la scène de l'Opéra Garnier le rôle principal d'Onegin. Il fait ses adieux aux côtés de Clairemarie Osta, avec qui il a très peu dansé tout au long de sa carrière, le casting est complété par Mathias Heymann qui vient d'être nommé étoile quelques jours plus tôt et Myriam Ould-Braham. L'applaudissent depuis la salle de nombreuses étoiles de la maison, d'anciens pédagogues comme Claude Bessy ou Pierre Lacotte, ainsi que la ministre Christine Albanel.
L'ovation debout que lui réserve l'ensemble du public dure près d'une demi-heure. Il reçoit à cette occasion les insignes de commandeur des Arts et des Lettres.[réf. nécessaire]
Cette soirée commence par un grand défilé du Corps de ballet, exceptionnel à ce stade de la saison, et qui a la double actualité d’être le premier des deux dernières étoiles nommées, Isabelle Ciaravola et Mathias Heymann.
Manuel Legris continue de danser pendant quelques mois, notamment à l'étranger.

## Directeur du ballet de l'Opéra d'État de Vienne
En automne 2009, on lui fait l'offre de devenir le nouveau directeur du ballet de l'Opéra d'État de Vienne.
Cette proposition résulte de la relation particulière de Manuel Legris avec Renato Zanella, directeur du ballet de l'Opéra d'État de Vienne entre 1995 et 2005, y chorégraphe et danseur.
Les deux entrent en liaison, quand Manuel Legris, encore danseur étoile, est invité pour des représentations à Vienne, en 2003 dans Casse-Noisette lors d'un gala pour Rudolf Noureev et en 2008 au Burgtheater dans Le Parc d'Angelin Preljocaj.
En outre, Renato Zanella a créé pour Manuel Legris «Kobold», une chorégraphie qui est présentée lors du Concert du nouvel an à Vienne 2001, et pour la compagnie «Manuel Legris et ses étoiles» les chorégraphies « Alles Walzer » et « Angel ».
Manuel Legris a également des bons rapports avec Dominique Meyer, le directeur français de l'Opéra de Vienne.
Le 1er septembre 2010 Manuel Legris prend le poste du directeur du Ballet de l'Opéra de Vienne.
Pour commencer, Manuel Legris engage douze nouveaux danseurs pour le corps de ballet, ce qui est important pour une troupe de 79 danseurs.
Il est intéressant de constater que 30 danseurs viennent de Russie dont Olga Esina.
En outre, Manuel Legris crée pour ce ballet le nouveau grade «Étoile», en allemand Erster Solotänzer. Son étoile la plus renommée devient Olga Esina qui va interpréter par la suite Odette et Odile lors de l'Hommage à Manuel Legris les 1er et 2 mars 2014 à Paris comme «Cygne idéal».
À l’Opéra de Vienne, Manuel Legris incarne parfaitement la descendance de Nouréev.
Au sein du ballet de l'Opéra d'État de Vienne, il y a une relation étroite entre les danseurs et Manuel Legris de la même manière démontrée par le poster immense de ses adieux à l'Opéra de Paris dans Onéguine : « Tu es le soleil qui nous manquera », « Amour et admiration », répètent en substance les dédicaces écrites en noir et or d'une centaine de danseurs du ballet de l'Opéra de Paris.
Manuel Legris fait entrer au répertoire de la compagnie nombre de ballets, notamment - pour la saison 2010/2011 - le Don Quichotte de Rudolf Noureev, Onéguine puis un « triple-bill » consacré à Jerome Robbins et dont l'ancien danseur étoile était un des interprètes privilégiés (il fait remonter notamment Four Sesaons), 
Pour la saison 2011-2012, il programme La Sylphide de Filippo Taglioni remonté par Pierre Lacotte, ou encore - pour la saison 2012-2013 - le Casse-noisette de Rudolf Noureev. Ces deux ballets sont régulièrement repris à l'Opéra de Paris.
Ces performances s'avèrent être de grandes réussites, et grâce à Manuel Legris, le ballet de Vienne est devenu aujourd'hui l'un des cinq ou six meilleurs au monde et a fait l'objet de nombreuses tournées, notamment 21 représentations à Paris à l'occasion des Étés de la danse 2013 au théâtre du Châtelet.
En plus, il demande de nouvelles pièces créées par de jeunes chorégraphes : Alexander Ekman, Paul Lightfoot et Sol Leon, ce qui indique qu'il veut prendre certain risques.
Le Lac des cygnes de Rudolf Noureev est donné lors des saisons 2013-2014 et 2014-2015 avec succès. Dans le premier rôle d'Odette et Odile sont distribuées Olga Esina et Svetlana Zakharova.

## Directeur du ballet de La Scala de Milan
Le 18 février 2020, Manuel Legris est nommé directeur du ballet de La Scala de Milan.

## Récompenses
- 1984 : Médaille d'or du Concours international de danse d'Osaka avec Élisabeth Maurin
- 1985 : Prix du Cercle Carpeaux
- 1988 : Prix Nijinski
- 2000 : Prix Nijinski, pour la deuxième fois

## Distinctions
- 1993 :  Chevalier de l'ordre des Arts et des Lettres
- 1998 :  Officier de l'ordre des Arts et des Lettres
- 2002 :  Chevalier de l'ordre national du Mérite
- 2006 :  Chevalier de la Légion d'honneur

## Filmographie
Ballets
- Roméo et Juliette (Rudolf Noureev)
- Le Spectre de la rose (Michel Fokine)
- Notre-Dame de Paris (Roland Petit)
- L'Arlésienne (Roland Petit)
- La Belle au bois dormant (Rudolf Noureev)
- Don Quichotte (Rudolf Noureev)
- Sylvia (John Neumeier)

## Répertoire
- Giselle, Paquita (version classique)
- Rhapsody, Méditation (pas de deux) (Sir Frederick Ashton)
- Agon, Tchaïkovsky - Pas de deux, Le Palais de Cristal, Thèmes et Variations, Les Quatre Tempéraments, Divertimento no 15, Le Fils prodigue, Violin Concerto, Who cares ?, Stars and Stripes, Sonatine, Joyaux (George Balanchine)
- Coppélia (Patrice Bart)
- Arepo, Le Concours, Le Chant du compagnon errant, Phrases de Quatuor (Maurice Béjart)
- Le Lac des cygnes (Vladimir Bourmeister)
- Napoli (Auguste Bournonville)
- O złożony / O composite (Trisha Brown)
- Les Indomptés (Claude Brumachon)
- Oneguin (John Cranko)
- Blues du poisson rouge (Pierre Darde)
- Giselle (Mats Ek)
- In The Middle, Somewhat Elevated, Wound-Work (William Forsythe)
- Le Spectre de la rose (Michel Fokine)
- Bacchanale (Andy Degroat)
- Tantz-Schul, Sinfonietta, Nuages, Doux Mensonges, Bella Figura, Il faut qu’une porte... (Jiří Kylián)
- Giselle, La Sylphide, Paquita (Pierre Lacotte)
- Études (Harald Lander)
- La Fille mal gardée (Joseph Lazzini)
- Suite en blanc, Les Mirages, Roméo et Juliette, pas de deux (Serge Lifar)
- L'Histoire de Manon, Roméo et Juliette (Sir Kenneth MacMillan)
- Le Songe d'une nuit d'été, Vaslaw, Magnificat, Casse-noisette, Sylvia, Spring and Fall, A Cinderella Story (John Neumeier).
- Don Quichotte, Raymonda, Casse-noisette, Le Lac des cygnes, Roméo et Juliette, La Belle au bois dormant, Cendrillon, La Bayadère (Rudolf Noureev)
- Notre-Dame de Paris, L'Arlésienne, Carmen, Les Intermittences du cœur, Cheek to Cheek, Variations sur Carmen (Roland Petit)
- Le Parc (Angelin Preljocaj)
- Dances at a Gathering, In The Night, The Four Seasons, A Suite of Dances, Other Dances (Jerome Robbins).
- Rules of The Game (Twyla Tharp)
- Continuo, Jardin aux Lilas, The Leaves Are Fading (Antony Tudor)
- Quatre derniers lieder (Rudi van Dantzig)
- Angel, Alles Walz (Renato Zanella)
- Proust ou les intermittences du cœur (Roland Petit)